# Josep Aixa
Josep Aixa Íñigo (Valencia, 28 de noviembre de 1844 — Valencia, 21 de abril de 1920) fue un escultor español que desarrolló la mayor parte de su trabajo más destacado en la ciudad de Valencia.

## Biografía
Estudió en la Academia de Bellas Artes de la Real de San Carlos y, después, continuó su formación en París (un año) y en Colonia (tres años), donde tomó contacto con las nuevas tendencias escultóricas de la época y las artes aplicadas a la decoración. Al fallecer su primera esposa, se volvió a casar durante su estancia en Alemania.
De regreso a Valencia obtuvo pronto un gran número de encargos, entre los que destacó la escultura de Juan Luis Vives cuya realización se le adjudicó en 1880 por concurso convocado al efecto por la Universidad de Valencia y que en la actualidad se encuentra en el centro del patio del claustro del Estudio General de la sede histórica de la universidad en la calle La Nau. Obra suya fueron también varios relieves en la decoración de la antigua Facultad de Cirugía, Medicina y Farmacia valenciana. La Diputación de Valencia le encargó en 1885 el monumento al fraile mercedario, Joan Gilabert Jofré, para el antiguo hospital general derribado en la década de 1960, y que se conserva en los jardines del actual Hospital General Universitario. Realizó la decoración de diversos establecimientos hoteleros de Valencia, el Gran Álvarez España (1885) y la cervecería El León de Oro, así como numerosas esculturas para jardines y mausoleos.
Después de una breve estancia en Sudamérica, volvió a su ciudad natal donde trabajo en dos importantes obras: la restauración de la Puerta de Serranos y la Lonja de la Seda. La primera había sido utilizada durante bastante tiempo como prisión y los trabajos de varios artistas se dirigieron a restituir el edificio a sus orígenes, sobre todo en la parte superior, con la eliminación adicional de muros y otras obras acumuladas durante años. Al finalizar, Josep Aixa fue nombrado «restaurador artístico municipal». Es autor, también, de algunas vidrieras que se encuentran en la Catedral de Valencia y en la de Segorbe. Fue miembro de la Real Academia de Bellas Artes de San Carlos desde 1901.